# شورش شهر تینسل
«شورش شهر تینسل» (به انگلیسی: Tinsel Town Rebellion) آلبومی از هنرمند اهل ایالات متحده آمریکا فرانک زاپا است که در سال ۱۹۸۱ میلادی منتشر شد.